# Floresta Nacional de Brasília
A Floresta Nacional de Brasília é uma  unidade de conservação brasileira administrada pelo Instituto Chico Mendes de Conservação da Biodiversidade - ICMBio. Está localizada no Distrito Federal.
Tem uma área total 9.346 ha, sendo dividida em quatro glebas, separadas geograficamente: Áreas 1, 2, 3 e 4. As Áreas 1 e 2 da FLONA de Brasília estão localizadas nas regiões administrativas de Taguatinga e de Brazlândia e possuem, respectivamente 3.353 e 996 hectares. As Áreas 3 e 4 situam-se na região de Brazlândia, e tem, respectivamente, 3.071 e 1.925 hectares. 

## Histórico
A Floresta Nacional de Brasília foi instituída pelo Decreto Presidencial, em 10 de junho de 1999, com o objetivo de constituir um cinturão verde que assegurasse a preservação dos mananciais e do Parque Nacional de de Brasília.
As florestas nacionais são áreas de posse e domínio públicos providas de cobertura florestal predominantemente nativa. Elas têm como objetivos a promoção do uso múltiplo sustentável dos recursos florestais e a pesquisa científica básica e aplicada em métodos para exploração sustentável de florestas nativas.

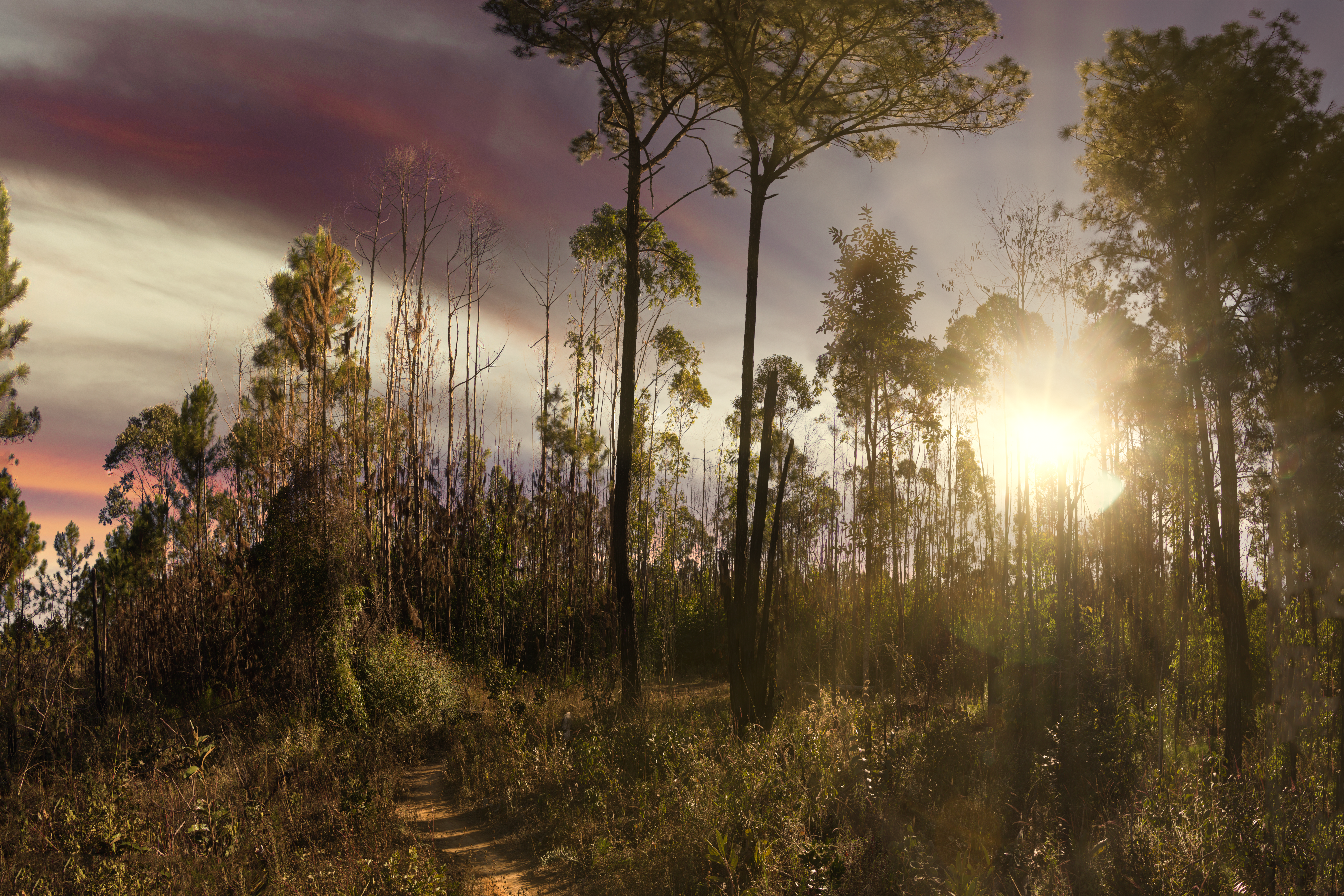
FLONA de Brasília

A partir de 1973, foi realizado o plantio de espécies de pinus e eucaliptos como um ação de reflorestamento para frear as invasões nas áreas destinadas á conservação o lago e dos recursos hídricos da bacia do Descoberto, sendo as áreas da FLONA originadas dessas áreas de reflorestamento.
A criação da FLONA de Brasília ocorreu após a assinatura de um Termo de Ajustamento de Conduta (TAC) entre a Companhia Imobiliária de Brasília (TERRACAP), a Fundação Zoobotânica do Distrito Federal, o IBAMA-DF, com a interveniência dos Ministérios Públicos Federal e do Distrito Federal e dos Territórios. 

## Caracterização da área e importância
Na atualidade, a cobertura vegetal da Floresta Nacional de Brasília é constituída de talhões de eucaliptos e pinus, pastos abandonados, áreas em recuperação, dividindo espaço com importantes amostras de vegetação de Cerrado como matas de galeria, campo úmido (veredas) e campo sujo, campo limpo, campo de murundus e cerrado sensu stricto.
O clima do Cerrado é caracterizado pela sazonalidade na temperatura e precipitação ao longo do ano, com dois períodos climáticos bem marcados: um quente e úmido e outro frio e seco, no qual os incêndios são frequentes.
A FLONA de Brasília protege grande parte das nascentes que abastecem o reservatório do Descoberto, protegendo as nascentes e trechos de córregos da Bacia do Paranoá (ribeirão Bananal, córrego Cabeceira-do-Valo e Cana-do-Reino, na Área 2 e nascentes e trechos de córregos da bacia do rio Descoberto, principais contribuintes do lago do Descoberto, córregos Currais, Pedras, na Área 1, córregos Capãozinho, Cortado e Zé Pires, na Área 3 e córregos Bucanhão e Capão da Onça, na Área 4.

## Biodiversidade
Dentre a rica diversidade de árvores da região, destacam-se as seguintes espécies: Anacardium occidentale (cajueiro), Aspidosperma tomentosum (peroba-do-cerrado), Byrsonima coccolobifolia (murici-rosa), Dimorphandra mollis (faveira-do-campo), Eriotheca pubescens (paineira-do-cerrado), Erythroxylum suberosum (cabelo-denegro), Guapira noxia (caparrosa), Kielmeyera coriacea (pau-santo), Palicourea rigida (batecaixa), Piptocarpha rotundifolia (coração-de-negro), Schefflera macrocarpa (mandiocão), Tabebuia ochracea (ipê-amarelo-do-cerrado), entre outras.
Na Mata de Galeria, podem ser encontradas a Aspidosperma subincanum (guatambu-vermelho), o Calophyllum brasiliense (olandi), a Cyathea delgadii (xaxim), o Dendropanax cuneatus (mari-mole), a Euterpe edulis (juçara), a Magnolia ovata (pinha-do-brejo), a Mauritia flexuosa (buriti), a Richeria grandis (bulandi-jaca), a Salacia elliptica (siputá), a Tapirira guianensis (fruto-de-pombo), a Xylopia emarginata (pindaíba-d'água), dentre outras espécies.

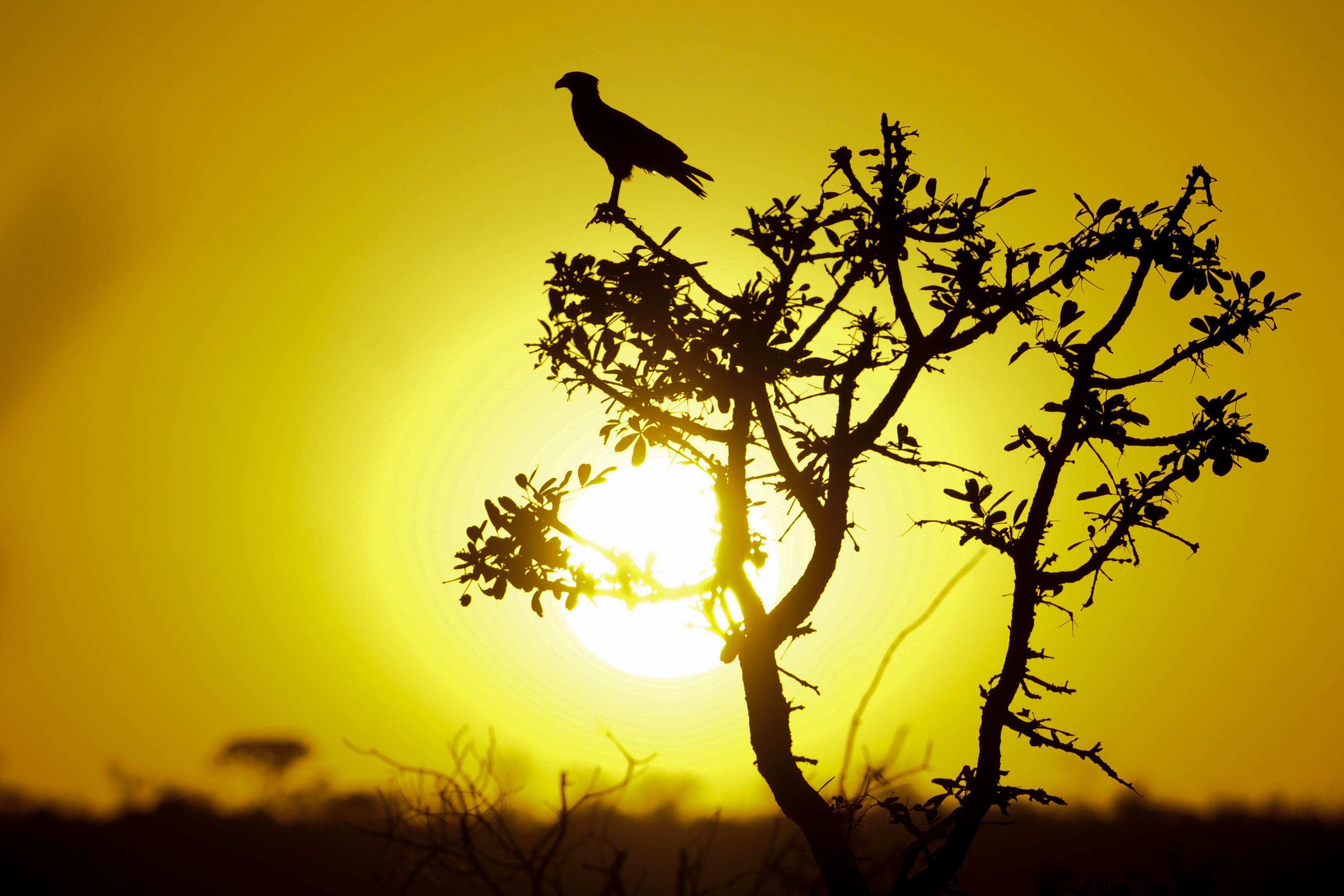
Incêndio na Floresta Nacional.

Entre os animais estão: o Priodontes maximus (tatu-canastra), o Myrmecophaga tridactyla (tamanduá-bandeira), o Chrysocyon brachyurus (lobo-guará), o Speothos venaticus (cachorro-vinagre), a Leopardus pardalis (jaguatirica), o Leopardus tigrinus  (gato-do-mato), Puma concolor (a onça-parda) e Panthera onca (onça pintada), a Tapirus terrestris (anta),  o Pecari tajacu (queixada), Tayassu pecari (cateto) ,  Mazama americana (veado-mateiro), Ozotocerus bezoarticus (veado-campeiro), Cyanocorax cristatellus (Gralha-do-campo), Zonotrichia capensis (tico-tico), Volatinia jacarina (tiziu), Culicivora caudacuta (papa-moscas-do-campo), Boa constrictor (jiboia), Bothrops marmoratus (jararaca), Polychrus acutirostris (lagarto-preguiça), dentre muitos outros.

## Conservação
Entre os problemas enfrentados para a conservação da unidade estão a expansão de núcleos urbanos consolidados em alta densidade populacional, falta de saneamento básico nos núcleos urbanos consolidados, coleta de resíduos sólidos ineficiente ou inexistente, acampamentos do movimento sem terra, parcelamentos de terra em áreas rurais e uso público desordenado.
Está em tramitação no Congresso Nacional, um projeto de lei que reduz a área da Floresta Nacional de Brasília  e transforma a Reserva Biológica da Contagem no Parque Nacional da Chapada da Contagem, em razão de um conflito fundiário que envolve 10 mil assentados.
Há também um projeto de concessão da FLONA à iniciativa privada.